# Menemen
El Menemen es un tradicional plato turco, que recibe su nombre por el distrito de Menemen, en İzmir, y que incluye huevos, tomate, pimiento y especias, tales como pimienta negra y pimienta roja cocidas en aceite de oliva o aceite de girasol. Queso turco feta, y productos cárnicos embutidos, tales como sucuk o pastırma también puede ser añadidos. El Menemen puede ser hecho con cebolla, pero la adición de cebolla es muy debatida, y es más común cuando el menemen se come como plato principal, en lugar de incluido en el desayuno. El plato es similar al shakshuka.
Es un platillo comúnmente consumido en el desayuno, que se sirve con pan.

## Preparación
Los tomates deben ser picados o rallados. Si se usan cebollas, deben ser añadidas a la sartén junto con el pimiento verde, y salteados con mantequilla o aceite caliente. Puede agregrse también pimienta aleppo. La adición de cebolla es muy debatida, y es más común cuando no se come como parte del desayuno, pero si como un plato principal. Algunos cocineros turcos como Saniye Anne insisten en que un buen menemen no se puede hacer sin cebolla.
El sucuk puede ser añadido a la olla después de que los pimientos se ablanden. Esto agrega sabor al aceite; el sucuk puede ser removido de la olla antes de que el tomate se añada para evitar sobrecocimiento, pero esto no es necesario. El tomate debe estar bien suave y la mezcla no debe ser muy aguada cuando los huevos se hayan añadido. Los huevos pueden ser batidos junto con la sal, pimienta y las hierbas frescas al gusto o agregarlo directamente en la olla. Si se utiliza pastırma, se agrega a la olla con los huevos. Kaşar o queso feta pueden, opcionalmente, ser añadidos a los huevos antes de que se terminen de cocinar. Los huevos deben estar totalmente cocidos, pero no secos. Los huevos continúan cocinandose en la olla después de ser removidos de la estufa. El plato puede ser acompañado con perejil fresco picado o cebollina. Es servido en la olla en que se cocina, una olla de dos asas conocida como sahan, junto con pan fresco.
Algunas variaciones pueden incluir hongos o carne molida de cordero. Especias diferentes, pueden ser agregadas de acuerdo con los gustos, incluyendo comino, pimentón, menta y tomillo.